# Файли (Apple)
Файли (англ. Files) — файловий менеджер, розроблений компанією Apple Inc. для пристроїв на базі iOS 11 і новіших версій iOS, а також пристроїв на базі iPadOS. Програма з'явилася в App Store незадовго до конференції Apple Worldwide Developers Conference 2017, на якій програму було офіційно представлено. Програма Файли дозволяє користувачам переглядати локальні файли, що зберігаються в програмах, а також файли, що зберігаються на файлообмінниках, включаючи iCloud, Dropbox, Google Drive і OneDrive. У ній можна зберігати, відкривати та організовувати файли, включаючи розміщення в структурованих папках і підпапках. На iPad можна перетягувати файли між програмою Файли та іншими програмами, тоді як користувачі iPhone можуть переміщати файли всередину самої програми Файли. Подальшу організацію можна здійснити за допомогою міток із кольоровим кодом або користувацьких імен, а постійна панель пошуку дозволяє знаходити файли в папках, але не в інших програмах. Перегляд у вигляді списку включає різні параметри сортування. Програма пропонує ексклюзивне відтворення високоякісних аудіофайлів FLAC, а також підтримує перегляд текстових файлів, зображень, «Music Memos» і архівів Zip, а також обмежену підтримку відео.

## Історія
За кілька годин до Apple Worldwide Developers Conference 5 червня 2017 року розробник Стів Тротон-Сміт виявив у App Store назву-заповнювач для програми Файли, для якої потрібна iOS 11. Незабаром після цього Apple офіційно анонсувала програму на своїй конференції.

## Особливості
Програма Файли дозволяє користувачам переглядати локальні файли, що зберігаються в програмах, а також файли, що зберігаються на файлообмінниках, включаючи iCloud, Box, Dropbox, Google Drive, OneDrive тощо. Користувачі можуть зберігати, відкривати та впорядковувати файли, включаючи розміщення файлів у структуровані папки та підпапки. На iPad користувачі можуть перетягувати файли між програмою Файли та іншими програмами, але на iPhone функціональність обмежена лише всередині кожної відповідної програми. Користувачі можуть додавати кольорові та користувацькі мітки до файлів, додаючи їх до спеціального розділу «Мітки». Постійний рядок пошуку вгорі дозволяє знаходити файли в підпапках, але не шукати файли в інших програмах. Перегляд списку робить можливим додаткове сортування за розміром або датою.
Після тривалого натискання на файл, програма пропонує кілька опцій, зокрема «Скопіювати», «Змінити ім'я», «Перемістити», «Поділитися», «Мітки», «Дістати інфо», «Видалити» тощо. Файли, що зберігаються в сторонніх службах, можна скопіювати на пристрій для офлайн-доступу. iCloud Sharing виведено зі спеціалізованих програм Apple iWork, щоб стати стандартизованою функцією в операційній системі, що дозволяє ділитися будь-яким файлом у програмі Файли; спеціальна програма «iCloud Drive» видалена, замінена на програму Файли, а iCloud доступний як один із файлобмінників, до якого користувачі можуть підключити програму.
Вбудований плеєр у програмі Файли дозволяє відтворювати високоякісні аудіофайли FLAC. Програма також підтримує перегляд і розпаковування архівів Zip. Якщо не встановлено жодної сумісної програми, програма Файли дозволяє переглядати текстові файли, а експерименти з переглядом відео у форматах AVI або MOV показали обмежені, але частково успішні результати. Зображення та файли «Music Memo» також можна попередньо переглянути та відтворити.